# 1816 dans le catholicisme
Chronologie du catholicisme
- 1812
- 1813
- 1814
- 1815
- 1816
- 1817
- 1818
- 1819
- 1820

Cet article présente les faits marquants de l'année 1816 dans le catholicisme.

## Évènements
- 8 mars : Création de 31 cardinaux par Pie VII dont les futurs papes Léon XII et Pie VIII.
- 23 septembre : Création de 4 cardinaux par Pie VII.

## Naissances
- 14 février : Edward MacCabe, cardinal irlandais, archevêque de Dublin, précédemment évêque titulaire de Dardanie (de) puis de Gadara (de) († 11 février 1885)
- 2 mars : Théodore-Augustin Forcade, prélat et missionnaire français, archevêque d'Aix, Arles et Embrun, précédemment vicaire apostolique du Japon et évêque titulaire de Samos (de), évêque de Guadeloupe et Basse-Terre, évêque de Nevers († 12 septembre 1885)
- 16 juin : Daniel Bonifaz von Haneberg, prélat allemand, évêque de Spire († 31 mai 1876)
- 8 septembre : Pierre-Julien Pichon, prélat et missionnaire français, vicaire apostolique du Sétchouan Méridional et évêque titulaire d'Hélénopolis-en-Bithynie (de) († 12 mars 1871)

## Décès
- 17 février : Jean-Baptiste Aubert, prêtre français, évêque constitutionnel des Bouches-du-Rhône (° 14 août 1731)
- 3 novembre : Ferdinando Maria Saluzzo, cardinal italien de la Curie (° 20 novembre 1744)